# Le Pin-la-Garenne

Le Pin-la-Garenne este o comună în departamentul Orne, Franța. În 1 ianuarie 2022 avea o populație de 619 de locuitori.